# Rio Riozinho
Rio Riozinho är ett vattendrag i Brasilien.   Det ligger i delstaten Amazonas, i den västra delen av landet, 2 500 km nordväst om huvudstaden Brasília.
I omgivningarna runt Rio Riozinho växer i huvudsak städsegrön lövskog. Trakten runt Rio Riozinho är nära nog obefolkad, med mindre än två invånare per kvadratkilometer.